# Ата-Журт (партия)
Ата-Журт (досл. Отечество) — политическая партия Кыргызстана. Партия была основана в городе Ош 14 ноября 2006 года.
В конце нулевых и начале десятых годов имела большое влияние среди населения. Но после поражения на президентских выборах главы партии Камчыбека Ташиева, потеряла свой вес и объединилась с другой партией в Кыргызстане «Республика». С 2019 года де-юре партия существует отдельно, но де-факто развал произошел ещё в 2016 году.